# مسجد جامع هرند
مسجد جامع هرند مربوط به دوره ایلخانی - دوره صفوی است و در هرند، خیابان امام خمینی، انتهای خیابان مسجد جامع واقع شده و این اثر در تاریخ ۱۲ تیر ۱۳۸۴ با شمارهٔ ثبت ۱۲۰۹۹ به‌عنوان یکی از آثار ملی ایران به ثبت رسیده است.